# TBWA
Die TBWA, ist eine international agierende Werbeagentur, die 1970 in Paris gegründet wurde. Der Name setzt sich aus den Anfangsbuchstaben der Nachnamen der vier Gründer zusammen: Bill Tragos (Griechenland), Claude Bonnange (Frankreich), Uli Wiesendanger (Schweiz) sowie Paolo Ajroldi (Italien).
TBWA Deutschland ist Teil von TBWA Worldwide.
In 98 Ländern und 305 Niederlassungen arbeiten 11.300 Mitarbeiter für Kunden wie Apple, Energizer, Gatorade, GSK, Henkel, McDonald’s, Michelin, Nissan, Pernod Ricard, Pfizer, Standard Chartered Bank, Singapore Airlines, Sotheby’s, Vente Privee und Vichy.
Seit 1993 gehört TBWA zur Omnicom Group.
Mit Disruption und Disruption Live hat TBWA eine neue Denk- und Arbeitsweise entwickelt, die es Marken ermöglichen soll, kulturelle Phänomene, Ereignisse und Trends unmittelbar zu erkennen und diese kommunikativ für sich zu nutzen.
Die TBWA Gruppe Deutschland ist an den Standorten Düsseldorf, Hamburg, Berlin und Stuttgart vertreten. Neben der TBWA bietet sie das gesamte Spektrum an Kommunikationsdienstleistungen an: RTS Rieger Team (Business-to-Business Communication), Integer (Shopper Marketing), DO IT! (Field Promotion, Event Management & Sponsoring), TBWA WorldHealth (Healthcare) und TEQUILA (Direct-to-Consumer Marketing).